# Ubon Ratchathani
Ubon Ratchathani (in thailandese อุบลราชธานี) è una città maggiore (thesaban nakhon) della Thailandia di 72 855 abitanti (nel 2020). Il territorio comunale occupa una parte del distretto di Mueang Ubon Ratchathani, che è capoluogo della Provincia di Ubon Ratchathani, nel gruppo regionale della Thailandia del Nordest.
Con il fenomeno dell'urbanizzazione si è espansa nei comuni limitrofi e la sua area metropolitana fa di Ubon uno dei quattro maggiori centri della regione insieme a Nakhon Ratchasima, Khon Kaen e Udon Thani. La città è nota anche semplicemente come Ubon (in thailandese: อุบล ฯ).

## Geografia fisica

### Territorio
Ubon è situata 609 km a est-nordest della capitale Bangkok, nella zona sud-orientale dell'altopiano di Korat. Si trova in un'area pianeggiante ed è affacciata sulla riva settentrionale del fiume Mun, un affluente del Mekong e uno dei due maggiori fiumi dell'Isan assieme al fiume Chi, che confluisce nel Mun pochi chilometri a ovest di Ubon.

### Clima
La temperatura media mensile massima è di 36,4° ad aprile, durante la stagione secca, con un picco di 42° registrato ad aprile, mentre la media mensile minima è di 17,5° a gennaio, nella stagione fresca, con un picco di 8,9° a dicembre. La media massima mensile delle precipitazioni piovose è di 303,3 mm in agosto, nella stagione delle piogge, con un picco giornaliero di 173,1 mm in agosto. La media minima mensile è di 1 mm in dicembre. La stagione fresca va da ottobre a febbraio, quella secca da febbraio a maggio e quella delle piogge da maggio a ottobre.

## Origine del nome
Il termine Ubon Ratchathani significa regia città del fior di loto, in cui Ubon (อุบ) è il fior di loto, Ratcha (ลราช) proviene da raja (sovrano) e thani (ธานี) significa città. Il fior di loto compare sia nello stemma cittadino che in quello provinciale.

## Storia
Il luogo diventato famoso come Ubon entrò nella storia laotiana attorno al 1710 quando Phra Khru Luang Phon Samek, il monaco che fu strumentale nella fondazione del Regno di Champasak separatosi dal Regno di Vientiane, inviò governatori in otto centri attorno a Champasak tra i quali quello nei pressi della confluenza tra i fiumi Chi e Mun, che sarebbe diventato Ubon Ratchathani. A quel tempo fu lasciato al luogo il nome Khlong Chiang che gli aveva dato la popolazione ivi stanziata in precedenza. La storia dei principi di Ubon ha origine nella seconda metà del Settecento durante il regno di Bunsan, ultimo re indipendente di Vientiane. I due fratelli Phra Vorarat e Phra Ta aiutarono Bunsan a salire sul trono me non furono adeguatamente ricompensati; si rifiutarono quindi di riconoscerne l'autorità e si asserragliarono con le proprie forze a Nong Bua Lamphu.

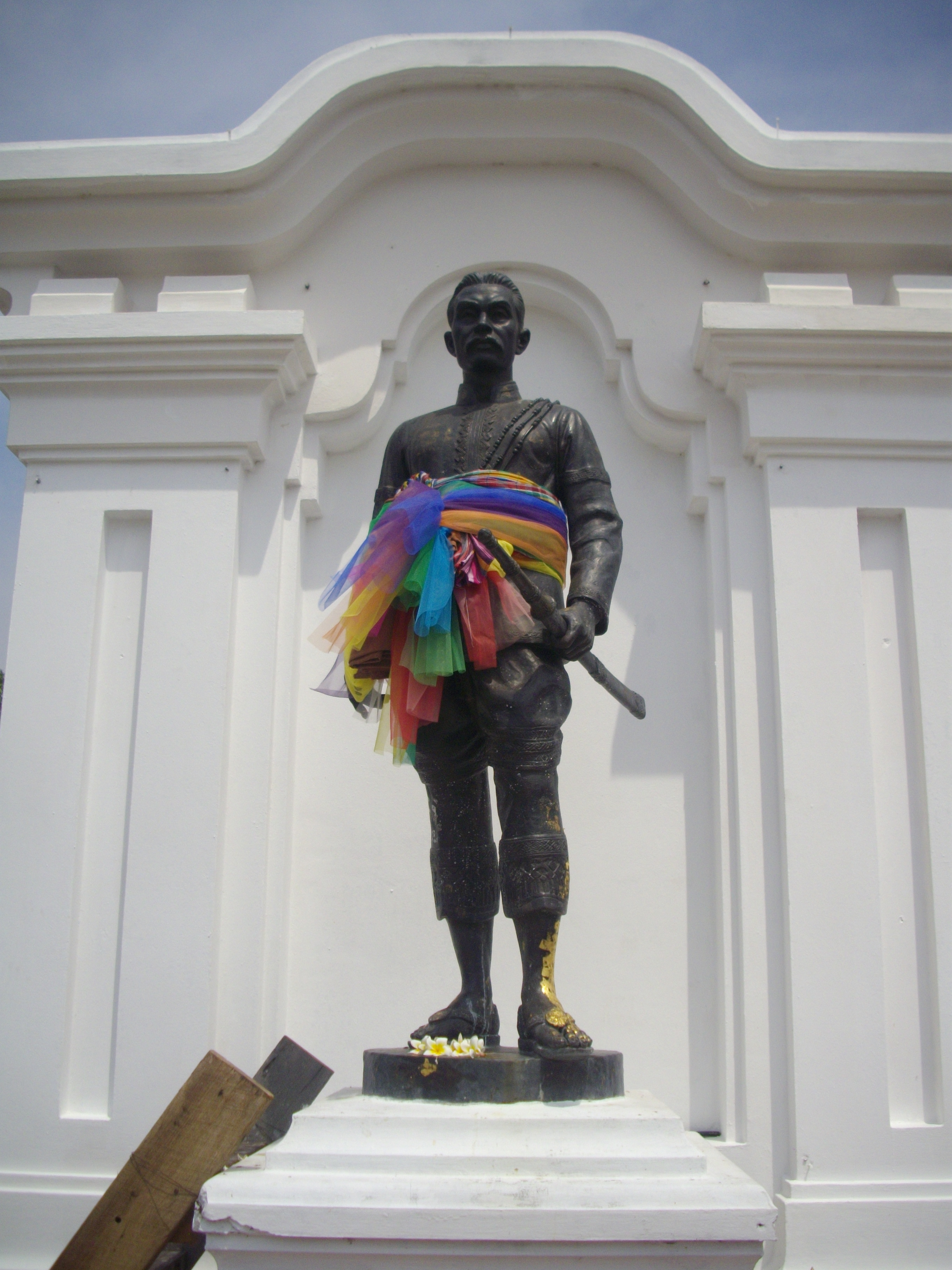
Monumento a Ubon alla memoria di Phra Pathum Worarat Suriyawong, primo governatore della città alla fine del Settecento

Phra Ta morì durante l'assedio ordinato da Bunsan e Phra Vorarat guidò i sopravvissuti a Champasak, dove ottennero rifugio presso il sovrano locale. Nacquero dei disaccordi con il re e Phra Vorarat si spostò con il proprio seguito a Don Mod Daeng, ad alcuni chilometri da Ubon, dove esistevano ricchi giacimenti di sale. Qui subirono un nuovo attacco delle truppe di Vientiane; Phra Vorarat fece atto di sottomissione a re Taksin del Regno di Thonburi – il nuovo nome del Siam riunificato dopo la distruzione del Regno di Ayutthaya nel 1767 – in cambio di protezione ma morì durante l'assedio. Fu questo il pretesto con cui Thaksin ordinò nel 1778 l'invasione dell'altopiano di Korat e la sottomissione dei regni laotiani di Vientiane, Champasak e Luang Prabang, che divennero vassalli di Thonburi. Alla fine del conflitto il figlio di Phra Ta, Phra Pathum Worarat Suriyawong detto anche Kamphong, ottenne dai siamesi il diritto di stanziarsi nella ricca zona di Bo Chae Ramae, a 5 km dall'odierna Ubon, ed è considerato dai siamesi il fondatore della città. Iniziò a governare nel 1786 e nei 9 anni in cui fu al potere sviluppò Ubon nel sito dove si trova oggi.
Nel 1782, il generale Phraya Chakri che aveva conquistato i regni laotiani detronizzò Taksin, fu proclamato sovrano del nuovo Regno di Rattanakosin e fondò la nuova capitale Bangkok. Fece deportare molti laotiani per popolare le nuove mueang dell'Isan, tra cui Ubon, nella cui zona si erano comunque già trasferiti diversi rifugiati provenienti dai travagliati regni laotiani. Ubon rimase comunque sotto la sfera d'influenza di Champasak fino al 1814, quando il governatore locale, fratello e successore di Kamphong, ruppe l'alleanza e fece atto di sottomissione a Bangkok. L'Isan passò definitivamente sotto il controllo siamese con la campagna del 1827, quando re Rama III represse duramente la ribellione di re Anuvong di Vientiane, che intendeva riconquistare l'indipendenza dal Siam e liberare i laotiani deportati in Isan.
Verso la metà dell'Ottocento i governatori di Ubon acquisirono grande potere ed espansero i propri territori con il permesso di Bangkok. Poco dopo essere diventato re nel 1852, re Mongkut visitò la città e riservò ai governatori onori degni di principi, ma alla morte del governatore discendente di Kamphong inviò nel 1863 in città il principe Chao Phrom di Vientiane con il titolo di re di Ubon Ratchathani, ponendo fine al governatorato ereditario. I membri della famiglia esautorata si rifiutarono di fornire supporto al principe mandato da Bangkok e furono imprigionati, ma nessuno del loro seguito a Ubon cooperò. Nel 1882 Chao Phrom tentò di esercitare il potere con la forza contro i sostenitori dei vecchi governatori che risposero con le armi.
Il principe fu ritenuto da Bangkok incapace di governare e richiamato nella capitale, al suo posto il re Rama V, incoronato nel 1873, inviò commissari permanenti con l'ordine di far rispettare i voleri della corte, ma questi non si dimostrarono all'altezza di attuare riforme. Fu il primo passo per l'introduzione in Siam nel 1893 dei monthon, divisioni amministrative governate da speciali commissari nominati dal monarca, che gradualmente resero lo Stato centralizzato e andarono a esautorare le vecchie aristocrazie locali, tradizionalmente al potere per aver ereditato la carica da un familiare. Fu una delle più importanti riforme promosse da Rama V per ammodernare il Siam e avrebbe contribuito a preservarlo dalla colonizzazione da parte dell'Impero britannico e dell'Indocina francese, che in quei decenni avevano conquistato i Paesi confinanti con il Siam ed esercitavano pressione sulle frontiere.

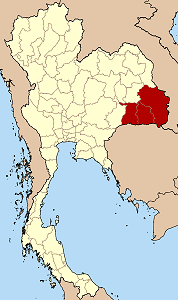
Il Monthon Ubon Ratchathani

Il primo commissario giunse a Ubon nell'aprile 1883 con 24 soldati e ben presto iniziarono gli scontri con i locali. Nel 1884 annunciò l'introduzione di una nuova tassa, la prima che prevedeva il trasferimento di gettiti a Bangkok. L'anno dopo fu introdotta una tassa sulle importazioni, i cui proventi andavano per il 90% a Bangkok e solo il 10% rimanevano per l'amministrazione locale di Ubon, segnando la fine delle autonomie regionali. Secondo la testimonianza di un francese nel 1883, Ubon Ratchathani si trovava su un rettangolo di 2,5 x 0,5/0,6 km circondato da un fossato e dal fiume Mun, ed era attraversata da tre strade longitudinali parallele al fiume. Vi era la cittadella murata del principe locale (chao), circa 1 000 case, una discreta comunità di commercianti cinesi e 18 pagode. Nel XIX secolo fu fondato il Wat Thung Chai Muang, l'odierno Wat Thung Sri Muang.
Con la promulgazione della legge relativa ai monthon, Ubon divenne il capoluogo del Monthon Lao Kao, che nel 1900 fu ribattezzato Monthon Isan, e fu la prima volta che il termine Isan venne ufficialmente adottato in Siam. Nel 1912 il Monthon Isan fu smembrato con la creazione dei Monthon di Roi Et e Ubon Ratchathani.
Nel 1920 Ubon fu una delle tappe del raid aereo Roma-Tokyo, portato a termine dall'aviatore italiano Arturo Ferrarin. L'odierno aeroporto cittadino fu fondato negli anni 1950 e a partire dal 1961 ospitò personale e aerei della United States Air Force impegnati nella guerra del Vietnam. Dalla base di Ubon furono lanciati vari attacchi contro i nord-vietnamiti in Vietnam e in Laos e contro i khmer rossi in Cambogia.

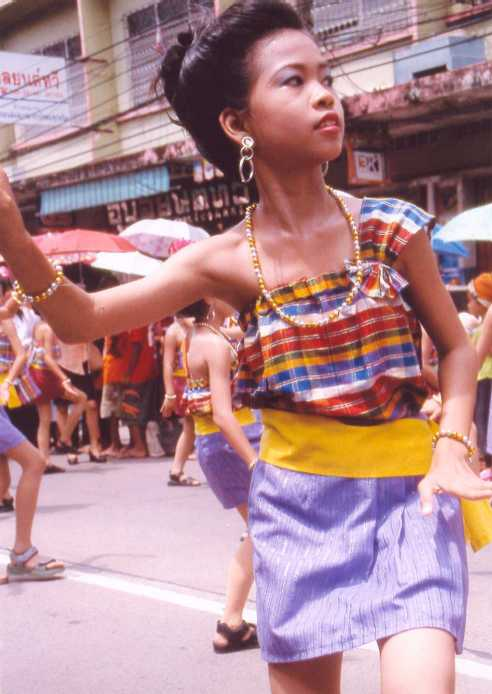
Danzatrici al Festival delle candele

## Società

### Tradizioni e folclore
Uno degli eventi più importanti che si tengono a scadenza annuale a Ubon Ratchathani è il Festival delle candele (in lingua thai: แห่เทียน, translitterato hae thian). Si svolge durante i giorni della Asalha Puja (che commemora il primo sermone di Buddha) e del Wan Kao Pansa (che segna l'inizio della vassa). Candele giganti vengono portate nel giorno dell'Asalha Puja nel centrale parco di Thung Si Mueang per essere decorate e lasciate in mostra. La processione si tiene nella mattina del Wan Kao Pansa; i fedeli trasportano le candele, ognuna delle quali rappresenta uno dei wat, dei distretti o di altre istituzioni locali. La processione si accompagna a festeggiamenti folcloristici tipici delle celebrazioni thailandesi

## Cultura

### Università
La città è sede dell'Università di Ubon Ratchathani, nata nel 1987 come campus regionale dell'Università di Khon Kaen, e dal 1990 università autonoma.

## Infrastrutture e trasporti

### Strade
La strada statale 24 parte da Ubon e la collega verso sud-ovest alla statale 2, alla quale si congiunge in prossimità di Nakhon Ratchasima. La statale 23 collega verso nord-ovest Ubon a Roi Et e si congiunge alla statale 2 nei pressi di Khon Kaen. La statale 2 è la principale arteria che attraversa la Thailandia del Nordest, verso nord arriva al primo ponte dell'amicizia thai-lao, nei pressi della capitale laotiana Vientiane; verso sud si congiunge nei pressi di Saraburi alla statale 1 che parte da Bangkok.
Da Ubon ha inizio anche la statale 217, che si sviluppa verso est e arriva alla frontiera con il Laos. La sua prosecuzione in Laos passa per il ponte di Pakse, che è il ponte laotiano sul Mekong più a sud. La tangenziale di Ubon è la statale 231; al suo interno, oltre alla città di Ubon vi sono altre municipalità della sua area metropolitana. In centro città sono due i ponti che attraversano il fiume Mun.

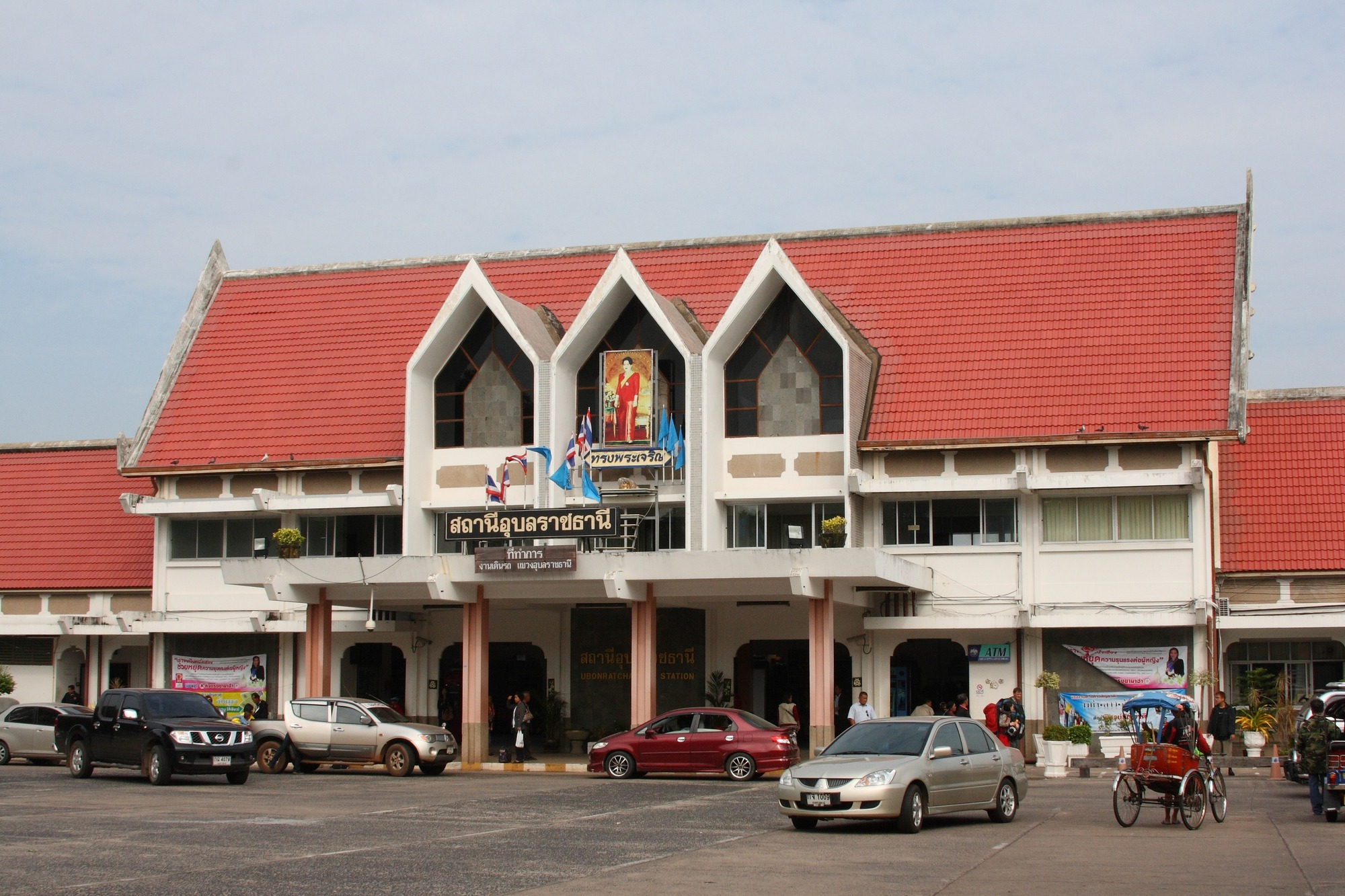
Stazione di Ubon

### Ferrovie
La stazione di Ubon è il capolinea della Linea nord-orientale per Ubon e si trova nell'Amphoe Warin Chamrap, 3,2 km a sud del maggiore ponte cittadino sul fiume Mun. I treni che arrivano a Ubon partono dalla stazione di Hua Lamphong a Bangkok.

### Aeroporto
L'Aeroporto di Ubon Ratchathani si trova alla periferia nord-orientale della città; viene utilizzato sia per voli commerciali che come base dell'Aeronautica militare della Thailandia. È considerato un aeroporto internazionale ma, a tutto il maggio 2018, le rotte degli aerei passeggeri erano tutte interne alla Thailandia con voli della Nok Air, AirAsia e Thai Airways.

### Stazione degli autobus interurbani
La principale stazione degli autobus interurbani si trova nella zona nord-ovest cittadina, lungo la tangenziale (Strada 231) nei pressi dell'intersezione con thanon Chayangkun (Strada 212).

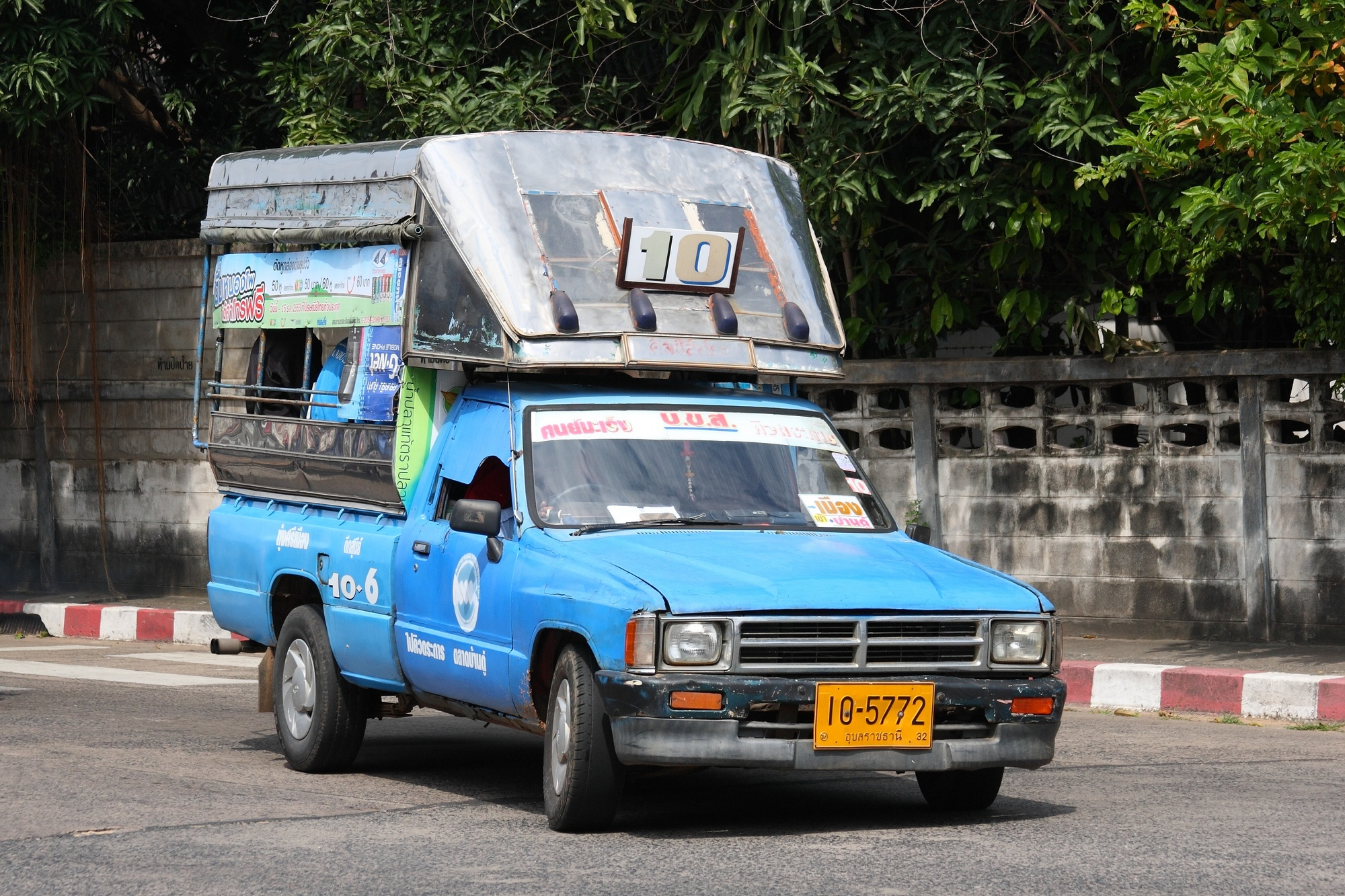
Songthaew a Ubon

### Mobilità urbana
Il trasporto pubblico comunale è operato con i songthaew, tipici pick-up con il cassone dietro adibito al trasporto passeggeri. Vi sono diverse linee, ognuna delle quali è riconoscibile per il colore e il numero scritto sulla parte anteriore dell'auto. I trasporti privati consistono in taxi, tuk-tuk e mototaxi.